# Мінетт Волтерс
Мінетт Волтерс (англ. Minette Walters; нар. 26 вересня 1949, Бішопс-Стортфорд, Гартфордшир, Велика Британія) — англійська письменниця детективного жанру. Її твори вибороли кілька престижних літературних премій.

## Біографія
Народилася в сім'ї Самуеля та Колін Джебб. Оскільки її батько був військовим офіцером, перші 10 років життя пройшли в переїздах між армійськими базами на півночі та півдні Англії. Її батько помер від ниркової недостатності в 1960 році. Виховуючи Мінетт та двох її братів, її мати Колін Джебб малювала мініатюри з фотографій, щоб доповнити дохід сім'ї. Рік Мінетт провела в школі абатства в Редінгу, штат Беркшир, перед тим, як виграти стипендію Фонду в школі-інтернаті Годольфін у Солсбері.
Під час академічної відпустки в 1968 році в Даремському університеті з організацією «Міст з Британії» (англ. The Bridge in Britain) вона волонтеркою поїхала до Ізраїлю, де працювала в кібуці та в домі для хлопців, що скоїли злочин, у Єрусалимі.
Закінчила Тревелянський коледж у Даремському університеті, у 1971 році, отримавши ступінь бакалавра французької мови.
Волтерс приєдналася до журналів IPC (англ. IPC Magazines) як підредактор у 1972 році, а наступного року стала редактором щотижневої бібліотеки жінок (англ. Woman's Weekly Library). Доходи вона поповнювала написанням у вільний час романтичних романів, новел і серіалів. Романтичні новели були написані приблизно за два тижні та опубліковані під псевдонімом, який залишається таємницею. У 1977 році Волтерс стала фрілансером, але продовжувала писати для журналів, щоб покривати свої рахунки.

## Творчість
Її перший роман «Крижаний будинок» був опублікований у 1992 році. На написання пішло два з половиною роки, і його відкинули численні видавництва, поки Macmillan Publishers, не придбало його за 1250 фунтів стерлінгів. За чотири місяці роман виграв нагороду Асоціації письменників детективного жанру «Новий закривавлений кинджал» за найкращий перший роман. Його було закуплено 11-ма іноземними видавцями. Волтерс стала першою письменницею детективного жанру, яка виграла три головні призи своїми першими трьома книгами. Другий її роман «Скульпторша», що був певною мірою натхненний зустріччю, яку вона мала як відвідувач в'язниці, виграв премію Едгара. Третій її роман «Вуздечка для сварливих» виграв «Золотий кинджал» Асоціації письменників детективного жанру.
Стрижнями фабули романів Волтерс є ізоляція, проблеми сім'ї, неприйняття, маргіналізація, справедливість і помста. Її романи часто відбуваються на реальному тлі та реальних подіях, щоб втягнути читачів у «реальність» того, про що вона пише.
Волтерс описує себе як письменницю-дослідника, яка ніколи не використовує сюжетну схему, починає з простих передумов, не має уявлення про «когось» до половини історії, але яка залишається схвильованою кожним романом, оскільки вона разом зі своїм читачем хоче знати, що трапляється далі.
У рамках британського проєкту «Швидкі читання», щоб заохотити грамотність серед дорослих людей з труднощами при читанні, Волтерс написала новелу на 20 000 слів під назвою «Курячий корм». У конкуренції з творами інших відомих авторів, таких, як зокрема Рут Ренделл твір отримав дві нагороди як найкраща повість у жанрі «Швидкі читання». Новелла також перекладена кількома мовами.
3–7 березня 2008 року BBC2 випустила в ефір «Найвідоміше вбивство», серію конкурсів телевізійних талантів із п'яти частин, в якій Уолтерс була суддею і тьютором, а переможець отримував право на те, щоб його роман був опублікований видавництвом «Pan Books» у Всесвітній день книги 2009 року.
Після 10-річної паузи, в якій вона написала дві повісті, Волтерс вирішила писати історичні романи. Перший із цих романів — «Останні години», розповідав про часи «Чорної смерті». Потім вона написала продовження «Поворот опівночі».

## Сім'я
Мінетт познайомилася зі своїм чоловіком Алеком Волтерсом, коли вона вчилася в Даремі, і вони одружилися в 1978 році. У них двоє синів Роланд і Філіп.

## Твори
- The Ice House[en] (Крижаний будинок) (1992) (нагорода Асоціації письменників детективного жанру імені Джона Крізі за найкращий перший роман — «Новий закривавлений кинджал»);
- The Sculptress[en] (Скульпторша) (1993) (премія Едгара Алана По і премія Мекавіті);
- The Scold's Bridle[en] (Вуздечка для сварливих) (1994) (виграв «Золотий кинджал»);
- The Dark Room[en] (Темна кімната) (1995);
- The Echo[en] (Відлуння) (1997);
- The Breaker (Вимикач) (1998);
- The Tinder Box[en] (Кресало) (1999);
- The Shape of Snakes[en] (Форма змій) (2000);
- Acid Row (Кислотний ряд) (2001);
- Fox Evil[en] (Лисиче зло) (2002);
- Disordered Minds[en] (Невпорядковані розуми) (2003);
- The Devil's Feather[en] (Диявольське перо) (2005);
- Chickenfeed[en] (Куряча їжа) (2006);
- The Chameleon's Shadow[en] (Тінь хамелеона) (2007);
- A Dreadful Murder (Жахливе вбивство) (2013);
- The Cellar (Підвал) (2015);
- The Last Hours (Останні години) (2017);
- The Turn of Midnight (Поворот опівночі) (2018);
- The Swift & the Harrier (Стриж і лунь) (2022).